# Хелоуин (филм, 2018)
„Хелоуин“ (на английски: Halloween) е американски слашър филм от 2018 г. на режисьора Дейвид Гордън Грийн, който е съсценарист с Джеф Фрадли и Дани Макбрайд. Той е единадесетата част от поредицата „Хелоуин“ и е директно продължение на едноименния филм от 1978 г., като същевременно се осъществява ретроактивна приемственост („retcon“) на всички предишни продължения. Във филма участват Джейми Лий Къртис и Ник Касъл, които повтарят съответните си роли като Лори Строд и Майкъл Майърс, със каскадьора Джеймс Джуд Кортни с ролята си на Майърс. Поддържащите роли се изпълняват от Джуди Гриър, Анди Матичак, Уил Патън, Халюк Билгинер и Вирджиния Гарднер. Премиерата на филма е на 19 октомври 2018 г. от „Юнивърсъл Пикчърс“. Продължението „Хелоуин убива“ е пуснат през 2021 г., докато „Halloween Ends“ е планиран да излезе през 2022 г.

## Актьорски състав
| Актьор                        | Роля                          |
| ----------------------------- | ----------------------------- |
| Джейми Лий Къртис             | Лори Строд                    |
| Джуди Гриър                   | Карън Нелсън                  |
| София Милър                   | Карън като млада              |
| Уил Патън                     | Франк Хокинс                  |
| Анди Матичак                  | Алисън Нелдън                 |
| Джеймс Джейд Кортни Ник Касъл | Майкъл Майърс                 |
| Халюк Билгинер                | Доктор Ранбир Сантаин         |
| Риан Рийс                     | Дейна Хейнс                   |
| Джеферсън Хол                 | Арън Кори                     |
| Тоби Хъс                      | Рей Нелсън                    |
| Вирджиния Гарднър             | Вики, приятелка на Алисън     |
| Дилън Арнолд                  | Камерън Елам, гадже на Алисън |
| Майлс Робинс                  | Дейв, гадже на Вики           |
| Дрю Шийлд                     | Оскар, приятел на Камерън     |

## В България
В България филмът е пуснат по кината на същата дата от „Форум Филм България“.
На 30 октомври 2021 г. е излъчен премиерно по „Би Ти Ви Синема“ в събота от 23:30 ч.
| Озвучаващи артисти  | Елена Русалиева Гергана Стоянова Радослав Рачев Момчил Степанов Станислав Димитров |
| Преводач            | Яна Кецкерова                                                                      |
| Тонрежисьор         | Ирина Тодорова                                                                     |
| Режисьор на дублажа | Добрин Добрев                                                                      |